# かたるバッ!
かたるバッ!は、2008年3月31日から2009年4月3日まで熊本放送（RKKラジオ）で毎週月曜日から金曜日の12:10 - 13:25（JST）に生放送されていたラジオ番組。

## 概要
- 「語る」「かたる（加担する・参加する）」そして「ばっ！（熊本弁で驚いた時に言う表現）」がタイトルの由来。
- 前番組Oh!昼のほっとタイムが13:00で放送終了だったのに対し、この番組では13:25まで放送時間が延長された。
  - 13:00 - 13:05 熊日ニュース、13:05 - 13:15　ドライバーズリクエストを内包。

## パーソナリティ
- 長船なお美（月・火曜日）
- 長木真琴（月・火曜日）
- おのくみこ（水～金曜日）
- 田中洋平（水・木曜日）
- 渡辺大輔（金曜日）